# Haute Abkhazie

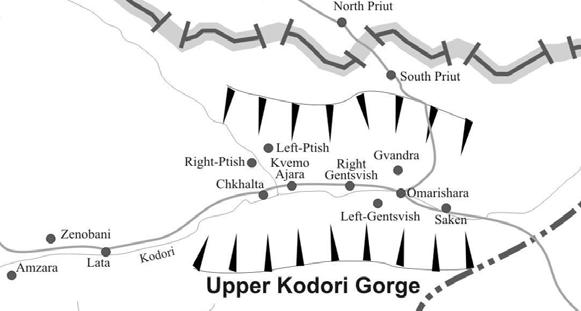
Gorge supérieure de Kodori

La Haute Abkhazie (en géorgien: ზემო აფხაზეთი) est un terme introduit en 2006, pour désigner la partie nord-est du territoire contesté de l'Abkhazie, qui était restée sous contrôle géorgien après la guerre de 1992 en Abkhazie.
De septembre 2006 à août 2008, son principal village, Chkhalta (en), a accueilli le gouvernement de la république autonome d'Abkhazie et était le siège de la communauté municipale d'Azhara. Cette situation a pris fin lors de la bataille de la vallée de Kodori en août 2008, lorsque la Haute-Abkhazie a été conquise par les armées russo-abkhazes, qui contrôlaient déjà le reste de l'Abkhazie.

## Géographie
Géographiquement, la Haute-Abkhazie comprenait la haute vallée de Kodori, la crête de Chkhalta et le col de Marukhi à la frontière avec la fédération de Russie. Elle était peuplée d'environ 2 000 personnes, principalement des géorgiens de souche. La zone a une taille d'environ 29 % du territoire de l'Abkhazie et est d'une grande importance stratégique, en raison de sa proximité avec la capitale abkhaze de Soukhoumi et d'autres villes importantes de la région.

## Historique
Le terme Haute-Abkhazie a été largement utilisé par les responsables et les médias géorgiens depuis l'opération réussie des forces géorgiennes dans la vallée de Kodori en juillet 2006, qui a renforcé la présence géorgienne dans la région. Auparavant, le gouvernement géorgien avait exercé un contrôle très lâche sur Kodori, même si les forces séparatistes abkhazes n'avaient jamais pu pénétrer dans la vallée et que la région était en grande partie dirigée, depuis 1994, par le chef de guerre local Emzar Kvitsiani (en), qui a été délogé lors d'une opération de la police géorgienne en 2006.
Le 27 septembre 2006, à l'occasion du 13e anniversaire de la chute de Soukhoumi aux mains des rebelles abkhazes et de leurs alliés du Caucase du Nord, la région de Kodori et les terres adjacentes, gouvernées par la Géorgie, ont été officiellement rebaptisées Haute Abkhazie et déclaré "centre administratif temporaire" de l'Abkhazie et siège du gouvernement abkhaze de jure. Malgré les protestations abkhazes et russes, un nouveau bureau du gouvernement de jure a été inauguré, le même jour, par une délégation de haut rang de la capitale géorgienne, comprenant le président Mikheil Saakachvili et le patriarche Élie II.
La zone a fait l'objet d'un important programme de réhabilitation, comprenant la reconstruction des infrastructures et le renforcement des services de sécurité. La commission électorale centrale de Géorgie a créé la circonscription de Haute Abkhazie, permettant à la population de la région, pour la première fois dans l'histoire récente de la Géorgie, de participer aux élections locales géorgiennes de 2006.
Le 12 août 2008, pendant la guerre d'Ossétie du Sud de 2008, les forces russo-abkhazes ont pris le contrôle de la Haute-Abkhazie lors de la bataille de la vallée de Kodori.